# Gmina Gołuchów
Die Gmina Gołuchów [gɔ'wuxuf] (deutsch Goluchow) ist eine Landgemeinde (gmina wiejska) im Powiat Pleszewski der Woiwodschaft Großpolen in Polen. Ihr Sitz ist das gleichnamige Dorf (deutsch Goluchow) mit etwa 2300 Einwohnern.

## Geographie
Die Gemeinde liegt im Südosten der Woiwodschaft, etwa 100 Kilometer von Posen entfernt. Sie grenzt im Südosten an die Stadt Kalisz (Kalisch), die weiteren Nachbargemeinden sind Nowe Skalmierzyce im Süden, Ostrów Wielkopolski im Südwesten, Pleszew im Nordwesten und Blizanów im Osten.

## Geschichte
Von 1975 bis 1998 gehörte die Gemeinde zur Woiwodschaft Kalisz.

## Gliederung
Die Landgemeinde (gmina wiejska) Gołuchów besteht aus dem gleichnamigen Hauptort und den folgenden Dörfern mit einem Schulzenamt (solectwo):
| Name           | deutscher Name (1815–1919)      | deutscher Name (1939–1945)                                |
| -------------- | ------------------------------- | --------------------------------------------------------- |
| Bielawy        | Bielawy                         | Bleichen                                                  |
| Bogusław       | Boguslaw                        | Bogenau                                                   |
| Bogusławice    | Boguslawice                     | Kleinbogenau                                              |
| Borczysko      | Borczysko                       | vor 1920 Kongreßpolen, 1939–1945 Kreis Kalisch            |
| Cieśle         | Ciesle                          | Schreinersdorf                                            |
| Czechel        | Czechel 1906–1919 Hoffnungstal  | Hoffnungstal                                              |
| Czerminek      | Czerminek                       | Friedrichseck                                             |
| Gołuchów       | Goluchow                        | 1939–1943 Goldenau 1943–1945 Goldenacker                  |
| Jedlec         | Jedlec                          | Falkenhorst                                               |
| Kajew          | Kajew                           | Pappelau                                                  |
| Karsy          | Bismarksdorf                    | Bismarcksdorf                                             |
| Kościelna Wieś | Koscielna Wies                  | Kirchdorf, vor 1920 Kongreßpolen, 1939–1945 Kreis Kalisch |
| Krzywosądów    | Krzywosondowo 1907–1919 Kreisau | Kreisau                                                   |
| Kucharki       | Kucharki 1913–1919 Moltkesruhm  | Moltkesruhm                                               |
| Kuchary        | Kuchary                         | Grenzdorf                                                 |
| Macew          | Macew                           | Weide                                                     |
| Pleszówka      | Pleszowka                       | Plessen                                                   |
| Popówek        | Popowek                         | Prossen                                                   |
| Przekupów      |                                 |                                                           |
| Szkudła        | Szkudla 1906–1919 Schkudla      | Erlenbruch                                                |
| Tursko         | Tursko                          | Türkenfeld                                                |
| Wszołów        | Scholow                         | Schlehen                                                  |
| Żychlin        | Luisenhof                       | Luisenhof                                                 |

## Partnerschaften
Gemeindepartnerschaften bestehen mit:
- Bad Zwischenahn in Niedersachsen
- Chièvres, Belgien
- Eastleigh, Vereinigtes Königreich
- Erkner in Brandenburg
- Kláštor pod Znievom, Slowakei

## Verkehr
Die wichtigsten Verkehrsverbindungen sind die Landesstraßen DK12 im Osten und DK11 im Westen der Gemeinde.